# V týlu nepřítele (kniha)
V týlu nepřítele je název českého vydání knihy Это было под Ровно (1948, Bylo to u Rovna) ruského sovětského spisovatele Dmitrije Medvěděva , plukovníka NKVD a hrdiny Sovětského svazu. Roku 1951 autor knihu přepracoval, rozšířil a vydal po názvem Сильные духом (Silní duchem).
Podle autorova vyjádření jde o jeho vlastní zápisky, které si pořídil jako velitel partyzánského oddílu působícího v okolí ukrajinského města Rovna, sídla nacistické okupační správy na Západní Ukrajině, během druhé světové války v letech 1942 až 1944. Vyprávění se však vyznačuje značnou schematičností ve vykreslování lidských charakterů. 
Příběh začíná  seskokem padákem do nepřátelského týlu a dále pokračuje líčením partyzánského odboje, ať již jde o rozvrácení nepřátelského týlu nebo o činnost zpravodajskou i přímo bojovou, a zároveň ukazuje, jakou pomoc poskytoval partyzánům ukrajinský lid. Podrobně popisuje například tragický osud hrdiny Sovětského svazu Nikolaje Ivanoviče Kuzněcova, který pro partyzány prováděl v přestrojení za německého důstojníka výzvědnou činnost.
Vyprávění vrcholí v době, kdy Rovno začíná být přeplněno německými vojáky prchajícími z východu před postupem Rudé armády. Když bylo pro německé důstojníky v místním vojenském hotelu otevřeno nové kasino, vyhodili partyzáni pomocí tří dívek, působících v hotelu jako uklízečky, toto kasino do povětří. K dalším úspěchům pak patřilo zničení důležitého vojenského vlaku. Příběh pak končí vylíčením smrti Nikolaje Ivanoviče Kuzněcova, který následně obdržel titul hrdiny Sovětského svazu in memoriam. 
Závěrem autor zdůrazňuje, že tam, kde se chopí obrany země všechen lid, je vítězství vetřelců nemožné, že vítězství je vždy na straně těch "smělých a duchem silným", o nichž řekl Maxim Gorkij, že "budou vždy živým příkladem a hrdou výzvou k svobodě a k světlu". 

## Česká vydání
- Silní duchem, Naše vojsko, Praha 1953, přeložil Josef France,
- V týlu nepřítele, SNDK, Praha 1954, přeložil Josef France,
- Silní duchem, Lidové nakladatelství, Praha 1980, přeložil Josef France.